# کارل اوله
کارل اوله (انگلیسی: Karl Oole; ۲۶ ژانویهٔ ۱۹۰۷ – ۲۱ فوریهٔ ۱۹۶۱) وزنه‌بردار اهل استونی بود.
وی در بازی‌های المپیک تابستانی ۱۹۳۶ شرکت کرده‌است.